# Liliowa Drabina

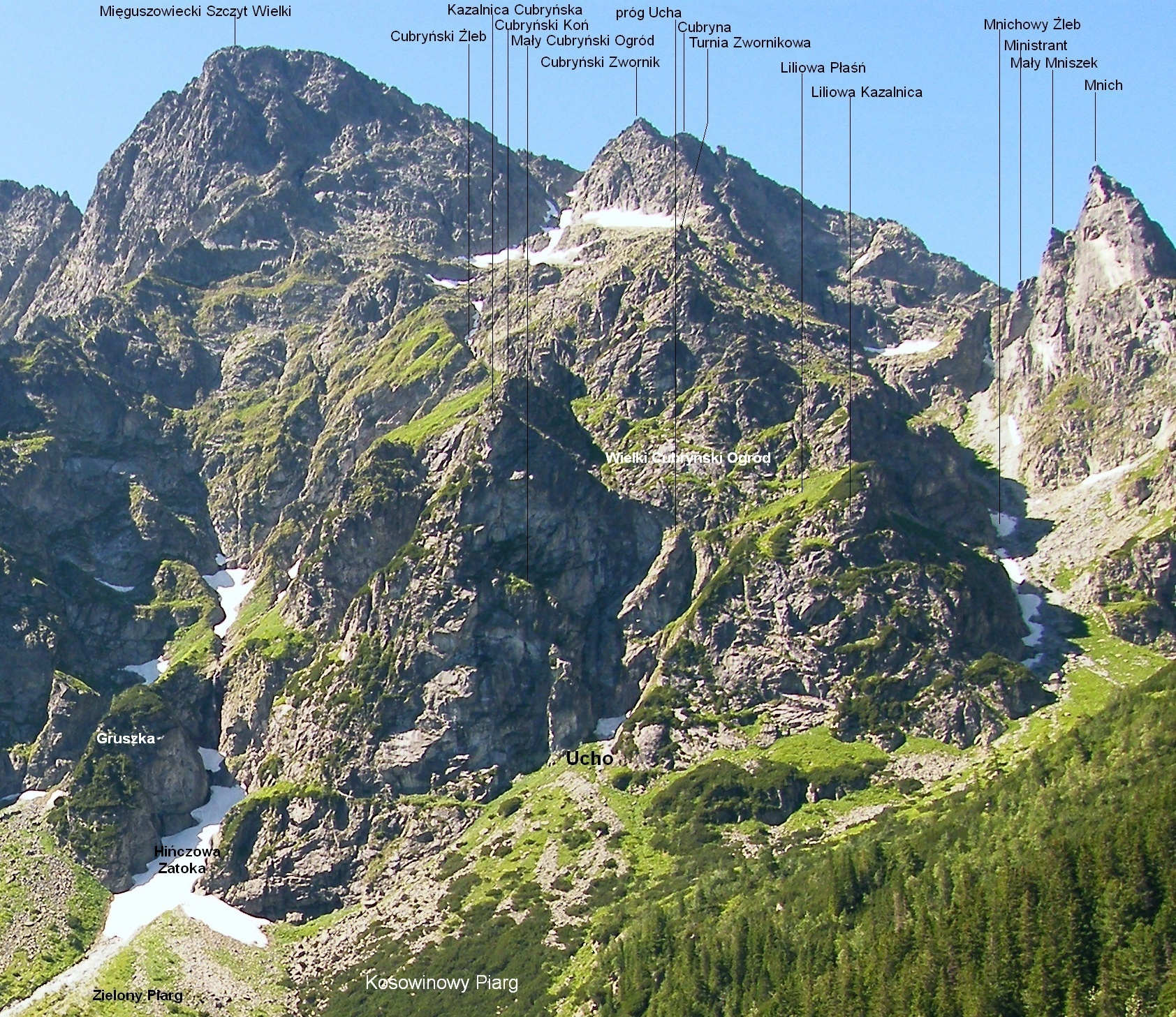
TLiliowa Drabina wśród opisanych obiektów

Liliowa Drabina (niem. Lilienleiter, słow. Ľaliový rebrík, węg. Liliom-létra) – bardzo stromy zachód w masywie Cubryny nad Morskim Okiem w polskich Tatrach Wysokich. Znajduje się na północnym (prawym) filarze Turni Zwornikowej i opada z Liliowej Płaśni do zatoki Ucho powyżej Kosowinowego Piargu nad Morskim Okiem.
Liliowa Drabina tworzy umowną granicę między ścianami Liliowej Kazalnicy i Cubryńskiej Kazalnicy. Ma kilkanaście metrów szerokości i 80 m długości. Jest kosówkowo-trawiasto skalista. Prowadzą nią drogi wspinaczkowe, w tym bardzo popularna Zetka. Przejście Liliową Ławką to II stopień trudność w skali tatrzańskiej.

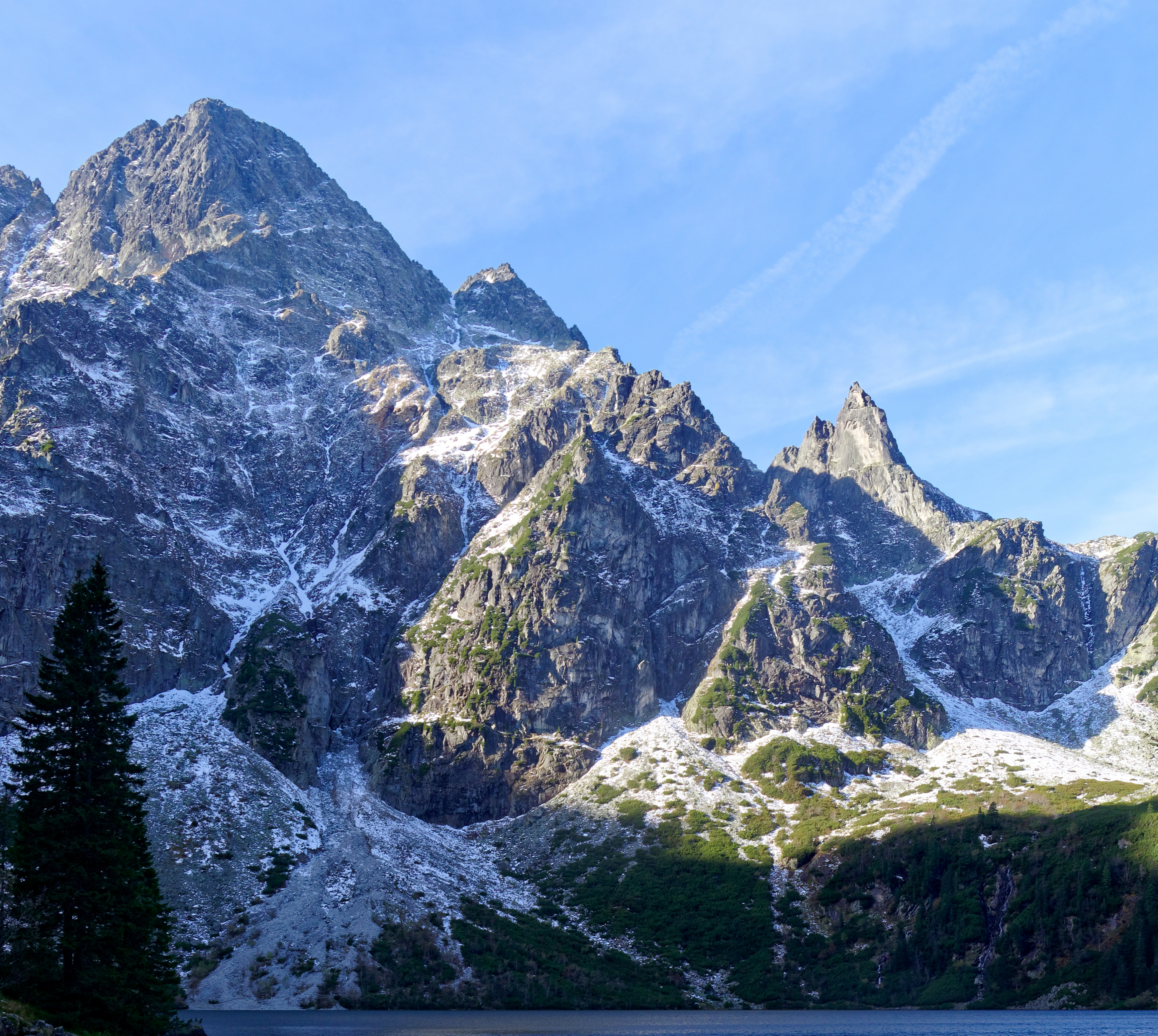